# Mine de cuivre gallo-romaine du Goutil
La mine de cuivre gallo-romaine du Goutil est située à proximité de hameau des Atiels sur la commune de La Bastide-de-Sérou (Ariège), en France. 

## Situation
Elle se trouve dans du Trias, en limite nord du massif de l'Arize, secteur où 13 anciennes mines de cuivre ont été inventoriées. Sur une propriété privée, elle ne se visite pas.

## Description
L'entrée principale de la mine se caractérise par deux ouvertures d'un peu plus d'un mètre de hauteur et séparées par un pilier stérile. L'exploitation ouverte au feu, a suivi finement les poches de minerai de barytine à cuivre gris sans attaquer les parties stériles. La mine se présente sous la forme d'une succession de petits boyaux actuellement accessibles sur environ 25 m pour une largeur de 30 m.

## Histoire
La datation archéologique de cette mine laisse apparaître une exploitation durant le Ier siècle av. J.-C. jusqu'au Ier siècle de notre ère.
La mine antique du Goutil fait l’objet d’un classement au titre des monuments historiques par arrêté du 20 avril 1982.